# Обрезање Исуса Христа
Осмог дан по рођењу би Исус Христос донесен у храм и обрезан сходно закону постојећем у Израелу још од времена Аврамова. Том приликом нададоше му име Исус како је и благовестио архангел Гаврило Пресветој Богородици.
Старозаветно обрезање предображава новозаветно крштење. Обрезање Господа показује, да је Он примио на себе истинско тело људско, а не привидно, како су доцније учили о Њему јеретици. Још је Господ обрезан и за то што је хтео да испуни сав закон, који је Он сам дао кроз пророке и праоце. Испунивши тај пропис законски, Он га је заменио крштењем у Цркви Својој. „Јер у Христу Исусу нити што помаже обрезање ни необрезање, него нова твар“ (Гал. 6, 15), објављује апостол. (у црквеној служби овај Господњи празник нема ни претпразниства ни попразниства).
Православна црква празнује овај празник, а у зависности од календара по којем рачуна време, то је код старокалендарских цркава (руска, српска...) 1. јануара по црквеном-јулијанском, а 14. јануара по грегоријанском календару, док је код новокалендарских православних цркава (већина грчких цркава, бугарска, румунска...) то 1. јануар по новом календару. Католичка црква је овај празник исто славила 1. јануара (касније по грегоријанском календару), да би га на Другом ватиканском сабору укинула и увела празник Свете Богородице, на дан 1. јануара, 8 дана од Божића.